# WWE-pay-per-viewevenementen 2021
Dit is een kort overzicht van WWE-pay-per-view- en WWE Network-evenementen in 2021 die werden georganiseerd en geproduceerd door de Amerikaanse worstelorganisatie WWE.

## Evenementen
| Evenement                     | Datum                                             | Stad                    | Locatie                |
| ----------------------------- | ------------------------------------------------- | ----------------------- | ---------------------- |
| Superstar Spectacle           | 22 januari 2021 (Uit gezonden op 26 januari 2021) | St. Petersburg, Florida | Tropicana Field        |
| Royal Rumble                  | 31 januari 2021                                   | St. Petersburg, Florida | Tropicana Field        |
| NXT TakeOver: Vengeance Day   | 14 februari 2021                                  | Orlando, Florida        | WWE Performance Center |
| Elimination Chamber           | 21 februari 2021                                  | St. Petersburg, Florida | Tropicana Field        |
| Fastlane                      | 21 maart 2021                                     | St. Petersburg, Florida | Tropicana Field        |
| NXT TakeOver: Stand & Deliver | 7 & 8 april 2021                                  | Orlando, Florida        | WWE Performance Center |
| WrestleMania 37               | 10 & 11 april 2021                                | Tampa, Florida          | Raymond James Stadium  |
| WrestleMania Backlash         | 16 mei 2021                                       | Tampa, Florida          | Yuengling Center       |
| NXT TakeOver: In Your House   | 13 juni 2021                                      | Tampa, Florida          | Yuengling Center       |
| Hell in a Cell                | 20 juni 2021                                      | Tampa, Florida          | Yuengling Center       |
| Money in the Bank             | 18 juli 2021                                      | Fort Worth, Texas       | Dickies Arena          |
| SummerSlam                    | 21 augustus 2021                                  | Paradise, Nevada        | Allegiant Stadium      |
| NXT TakeOver 36               | 22 augustus 2021                                  | Orlando, Florida        | WWE Performance Center |
| Extreme Rules                 | 26 september 2021                                 | Columbus, Ohio          | Nationwide Arena       |
| Crown Jewel                   | 21 oktober 2021                                   | Riyad, Saoedi-Arabië    | Mohammed Abdu Arena    |
| Survivor Series               | 21 november 2021                                  | Brooklyn, New York      | Barclays Center        |